# Palo Seco, Querétaro Arteaga
Palo Seco är en ort i Mexiko.   Den ligger i kommunen Ezequiel Montes och delstaten Querétaro Arteaga, i den centrala delen av landet, 160 km nordväst om huvudstaden Mexico City. Palo Seco ligger 1 936 meter över havet och antalet invånare är 251.
Terrängen runt Palo Seco är varierad. Runt Palo Seco är det ganska tätbefolkat, med 129 invånare per kvadratkilometer. Närmaste större samhälle är Tequisquiapan, 16,3 km sydost om Palo Seco. Trakten runt Palo Seco består i huvudsak av gräsmarker.